# Valle Benedetta
La Valle Benedetta è una frazione del comune di Livorno, situata in mezzo alle Colline livornesi e, più precisamente, alle pendici del Poggio Lecceta; dista circa 9 chilometri dal centro della città.
Nei pressi di questo piccolo insediamento è presente una stazione di rilevamento meteo e un osservatorio astronomico.

## Storia
In antichità questo luogo era completamente selvaggio e inospitale abitato da lupi e briganti ed era conosciuto, come attestano alcune stampe risalenti alla prima metà del XVI secolo, col nome di Valle d'Inferno. Nel XVII secolo il vallombrosano Colombino Bassi, livornese, volle fondarvi una chiesa intitolata a San Giovanni Gualberto con l'annesso monastero.
Su autorizzazione del granduca Cosimo III acquistò il terreno dal cavaliere Francesco Lante di Pisa. Disboscato e spianato il terreno il 20 maggio 1692 vi fu posta la prima pietra in presenza dell'arcivescovo di Pisa. Durante gli scavi per le fondazioni furono trovarti pregevoli reperti archeologici (armi, vasi, monete ed urne) che furono donati al gran principe ereditario Ferdinando de' Medici. Il complesso, progettato dal livornese Lorenzi fu ultimato nel 1697 e fu affidato ai monaci dell'ordine benedettino, da cui prese il nome l'intera valle. Con l'aiuto finanziario del ricco mercante Giovanni Antonio Huygens, di Amburgo, fu aperta la strada fino a Livorno (1694). Lo stesso mercante, oltre a contribuire in maniera rilevante alla costruzione della chiesa e del convento di Valle Benedetta, fece costruire intorno al 1700, probabilmente sulle rovine di un edificio precedente, una villa in località Prati di Santa Lucia. Durante la seconda guerra mondiale la villa funse da quartier generale delle truppe tedesche; fu quindi bombardata e pressoché rasa al suolo dagli alleati.
Divenuto vescovo di Pistoia e Prato (1715), il Bassi viene a consacrare la nuova chiesa di Valle Benedetta il 5 giugno 1717.

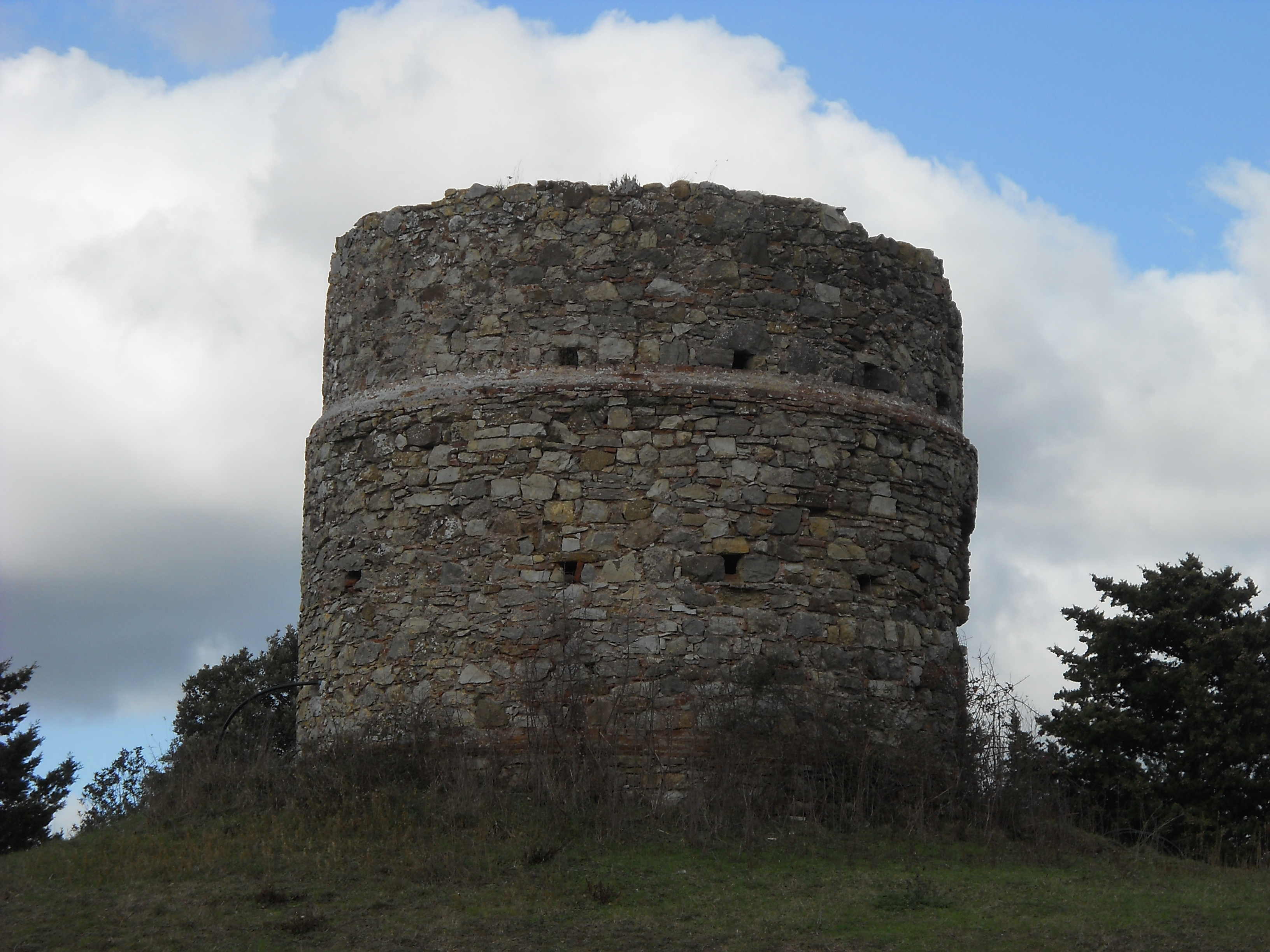
Resti di un mulino a vento

Nei pressi della chiesa, intorno al 1742, Filippo Huygens, figlio di Giovanni Antonio, innalzò alcuni mulini a vento, dei quali restano oggi alcune tracce; essi servivano per la macinazione del grano prodotto nei non distanti terreni pianeggianti.
Nello stesso periodo il ricco mercante ebreo Angiolo Visino vi costruì una sua casa e convertitosi al cattolicesimo, vi abitò con la famiglia.
Per molti anni la località fu luogo di ritrovo e di scampagnate dei livornesi in occasione della festa annuale di San Felice.

## Monumenti e luoghi d'interesse
- Chiesa di San Giovanni Gualberto
- Colline livornesi
- Eremo di Santa Maria alla Sambuca (nei pressi)
- Acquedotto di Colognole (nei pressi)

## Infrastrutture e trasporti
La frazione è raggiungibile da Livorno solamente attraverso due strade comunali:
- Strada comunale della Valle Benedetta (partenza in località Salviano);
- Strada comunale delle Vallicelle (dalla località Limoncino, ma percorribile solamente da jeep e moto).

Invece, provenendo da Collesalvetti, una strada collega la Valle Benedetta al borgo di Colognole e quindi alla Strada Statale 206, mentre una diramazione conduce verso la strada che collega il Gabbro a Livorno (via di Popogna).
Il trasporto pubblico è garantito dalle linee gestite da Autolinee Toscane.